# 2020년 도쿄도지사 선거
2020년 도쿄도지사 선거(일본어: 2020年東京都知事選挙)는 2020년 7월 5일 열리는 도쿄도지사 선거이다. 도쿄도지사가 임기 만료로 선거를 연 것은 2011년 이후 9년만의 일이다. 선거 캐치프라이즈는 "Get wild tokyo"이다. 선거 결과 고이케 유리코 현 지사가 60%에 가까운 지지율로 압승하였다.
2020년 6월 18일 고시되어 7월 5일 투표 및 개표되는 선거이다. 현직 도지사의 임기만료일은 7월 30일로, 예정되어 있던 2020년 도쿄 올림픽의 성화 봉송이 7월 10일 시작 예정이었기 때문에 일본 공직선거법(임기 만료 30일 내)에서 규정하는 범위 내에서 가장 빠른 일요일인 7월 5일로 선거일을 지정하였다. 투표는 당일 오전 7시부터 오후 8시까지 총 13시간동안 이어지며, 이후 개표를 진행한다.
같은 날 도쿄도의회 보궐선거(6월 26일 고시)도 열린다. 선거가 열리는 선거구는 오타구, 기타구, 히노시, 기타타마 제3선거구(조후시, 고마에시) 총 4개 선거구이다.

## 선거 주요 쟁점
- 코로나19 범유행 감염 방지책과 경제 대책[8][9]
- 개최가 1년 연기된 2020년 하계 올림픽 및 패럴림픽의 대응 방침[8][9]
- 4년간의 첫 고이케 도정에 대한 평가[8]
- 도쿄도의 카지노를 포함한 통합형 리조트(IR) 유치 여부[9]

## 후보자 목록
도쿄도지사 후보자는 총 22명으로 2016년 도쿄도지사 선거 당시 후보자 21명을 경신한 역대 최다 후보자가 출마하였다. 아래는 입후보 신고 순 출마자 목록이다.
| 후보자명                       | 나이 | 당적                                                                                            | 직함                                                                   |
| ------------------------------ | ---- | ----------------------------------------------------------------------------------------------- | ---------------------------------------------------------------------- |
| 야마모토 다로 (山本太郎)       | 45   | 레이와 신센구미 (국민민주당의 일부 지원)                                                        | 당대표, 전 참의원 의원                                                 |
| 고이케 유리코 (小池百合子)     | 67   | 무소속 (연합도쿄 지지, 공명당, 도민퍼스트회, 자유민주당 일부 지원)                              | 도쿄도지사 (현직)                                                      |
| 나나미 히로코 (七海ひろこ)     | 35   | 행복실현당                                                                                      | 당 홍보본부장 겸 재무국장                                              |
| 우쓰노미야 겐지 (宇都宮健児)   | 73   | 무소속 (입헌민주당, 일본공산당, 사회민주당, 신사회당, 녹색당 그린즈 재팬, 국민민주당 일부 지원) | 변호사, 전 일본변호사연합회 회장                                       |
| 사쿠라이 마코토 (桜井誠)       | 48   | 일본제일당                                                                                      | 당수 행동하는 보수행동 대표 재일 특권을 용납하지 않는 시민 모임 창설인 |
| 고미야마 히로시 (込山洋)       | 46   | 무소속 (스마일당 추천)                                                                          | 전 간병직원                                                            |
| 오노 다이스케 (小野泰輔)       | 46   | 무소속 (일본유신회, 새로운 당 추천)                                                             | 전 구마모토현 부지사                                                   |
| 다케모토 히데유키 (竹本秀之)   | 64   | 무소속                                                                                          | 선물 트레이더, 전 아사히 신문사 사원                                   |
| 니시모토 마코토 (西本誠)       | 33   | 슈퍼 크레이지 군                                                                                | 당대표, 가수                                                           |
| 세키구치 야스히로 (関口安弘)   | 68   | 무소속                                                                                          | 건축물 관리 회사 사장                                                  |
| 오시코시 세이이치 (押越清悦)   | 61   | 무소속                                                                                          | NPO법인 "Targeted Individuals Japan" 대표                              |
| 핫토리 오사무 (服部修)         | 46   | 호리에몬 신당 (NHK로부터 국민을 지키는 당 추천)                                                 | 뮤지션                                                                 |
| 다치바나 다카시 (立花孝志)     | 52   | 호리에몬 신당 (NHK로부터 국민을 지키는 당 추천)                                                 | NHK로부터 국민을 지키는 당 당수 전 참의원 의원 전 NHK 직원             |
| 사이토우 겐이치로 (齊藤健一郎) | 39   | 호리에몬 신당 (NHK로부터 국민을 지키는 당 추천)                                                 | 사업가 비서                                                            |
| 고토 데루키 (後藤輝樹)         | 37   | 트랜스 휴머니스트 당(약칭)                                                                      | 당대표, 정치 활동가                                                    |
| 사와 시온 (澤紫臣)             | 44   | 무소속                                                                                          | 작가                                                                   |
| 이치카와 히로시 (市川浩司)     | 58   | 서민과 동물의 모임                                                                              | 당대표, 디스코 이벤트 프로듀서                                         |
| 이시이 히토시 (石井均)         | 55   | 무소속                                                                                          | 프리랜서 언론인                                                        |
| 나가사와 야스히로 (長澤育弘)   | 34   | 무소속                                                                                          | 약사                                                                   |
| 우시오 가즈에 (牛尾和恵)       | 33   | 무소속                                                                                          | 전 제조업 회사 직원                                                    |
| 히라쓰카 마사유키 (平塚正幸)   | 38   | 국민주권당                                                                                      | 당수, 사회운동가                                                       |
| 나이토 히사오 (内藤久遠)       | 63   | 무소속                                                                                          | 전 육상자위대 장교                                                     |

### 입후보자 사퇴
2020년 6월 25일, 행복실현당 공인으로 입후보 한 나나미 히로코가 "선거 후보에 사퇴한다"고 말하며 가두 연설과 같은 선거 활동을 하지 않겠다고 발표하였다. 나나미 전 후보는 "언론에서는 계속 같은 후보자 5명만이 비춰지고 있다. 매스컴의 여론유도형 민주주의에 파문을 일으키고 기회의 평등을 지켜가겠다"라고 말했다. 또한 무소속 우시오 가즈에도 2020년 7월 4일 선거 직전 사퇴하였다. 일본 공직선거법에는 입후보신고 마감 이후 사퇴를 인정하지 않기 때문에 나나미와 우시오 후보는 그대로 계속 후보 취급 받아 투표용지에도 기록되었다.

## 출구 조사
NHK에서 도내 32곳의 투표를 마친 유권자 2,845명을 대상으로 1,763명에게 회답을 얻어 받은 출구조사 결과 상위 5명의 득표율이다. 이 출구조사에서는 사전투표에 참여한 15%의 국민은 반영되어 있지 않다.
| 후보자          | 득표율 |
| --------------- | ------ |
| 고이케 유이코   | 59%    |
| 우쓰노미야 겐지 | 15%    |
| 오노 다이스케   | 11%    |
| 야마모토 타로   | 10%    |
| 사쿠라이 마코토 | 2%     |

## 개표 결과
| 2020년 도쿄도지사 선거                                     |                   |                      |             |        |      |                                                                                         |
| 선거일: 2020년 7월 5일유권자수: 11,468,938명투표율: 55.00% |                   |                      |             |        |      |                                                                                         |
| 후보                                                       | 후보              | 정당                 | 득표        | 득표율 | 당락 | 비고                                                                                    |
|                                                            | 고이케 유리코     | 무소속               | 3,661,371표 | 59.70% | 당선 | 지원: 자유민주당 일부, 공명당, 도민퍼스트회                                             |
|                                                            | 우쓰노미야 겐지   | 무소속               | 844,151표   | 13.76% |      | 지원: 입헌민주당, 일본공산당, 사회민주당, 신사회당, 녹색당 그린즈 재팬, 국민민주당 일부 |
|                                                            | 야마모토 다로     | 레이와 신센구미      | 657,277표   | 10.72% |      | 지원: 국민민주당 일부                                                                   |
|                                                            | 오노 다이스케     | 무소속               | 612,530표   | 9.99%  |      | 추천: 일본유신회, 새로운 당                                                             |
|                                                            | 사쿠라이 마코토   | 일본제일당           | 178,784표   | 2.92%  |      |                                                                                         |
|                                                            | 다치바나 다카시   | 호리에몬 신당        | 43,912표    | 0.72%  |      | 추천: NHK로부터 국민을 지키는 당                                                        |
|                                                            | 나나미 히로코     | 행복실현당           | 22,003표    | 0.36%  |      |                                                                                         |
|                                                            | 고토 데루키       | 트랜스 휴머니스트 당 | 21,997표    | 0.36%  |      |                                                                                         |
|                                                            | 사와 시온         | 무소속               | 20,738표    | 0.34%  |      |                                                                                         |
|                                                            | 니시모토 마코토   | 슈퍼 크레이지 군     | 11,887표    | 0.19%  |      |                                                                                         |
|                                                            | 고마야마 히로시   | 무소속               | 10,935표    | 0.19%  |      | 추천: 스마일당                                                                          |
|                                                            | 히라쓰카 마사유키 | 국민주권당           | 8,997표     | 0.15%  |      |                                                                                         |
|                                                            | 핫토리 오사무     | 호리에몬 신당        | 5,453표     | 0.09%  |      | 추천: NHK로부터 국민을 지키는 당                                                        |
|                                                            | 사이토 겐이치로   | 호리에몬 신당        | 5,114표     | 0.08%  |      | 추천: NHK로부터 국민을 지키는 당                                                        |
|                                                            | 이치카와 히로시   | 서민과 동물의 모임   | 4,760표     | 0.08%  |      |                                                                                         |
|                                                            | 나이토 히사오     | 무소속               | 4,145표     | 0.07%  |      |                                                                                         |
|                                                            | 세키구치 야스히로 | 무소속               | 4,097표     | 0.07%  |      |                                                                                         |
|                                                            | 다케모토 히데유키 | 무소속               | 3,997표     | 0.07%  |      |                                                                                         |
|                                                            | 이시이 히토시     | 무소속               | 3,356표     | 0.05%  |      |                                                                                         |
|                                                            | 나가사와 야스히로 | 무소속               | 2,955표     | 0.05%  |      |                                                                                         |
|                                                            | 오시코시 세이이치 | 무소속               | 2,708표     | 0.04%  |      |                                                                                         |
|                                                            | 우시오 가즈에     | 무소속               | 1,510표     | 0.02%  |      |                                                                                         |
| 합계                                                       | 합계              | 합계                 | 6,132,677표 |        |      |                                                                                         |

## 선거 기간 중 사건

### 정견방송 음성 삭제 사건
2020년 6월 26일 도쿄 MX에서 방영된 고토 데루키의 정견방송이 일본 공직선거법 제150조의 2의 규정에 따라 21곳의 음성이 지워진 상태에서 방영되었다. 변호사닷컴에서는 "주로 지워진 곳은 남성기나 배설물을 의미하는 명칭이었다"라고 밝혔다. 또한 고토는 2016년 도쿄도지사 선거에 후보로 출마하였을 때도 비슷하게 정견방송의 음성 삭제가 이뤄진 적이 있었다.